# Das Sandmännchen – Abenteuer im Traumland
Das Sandmännchen – Abenteuer im Traumland ist ein Stop-Motion-Animationsfilm und wurde im Filmstudio Babelsberg, in Frankfurt am Main sowie in Leipzig, Halle, Weimar, Hamburg und Stuttgart produziert. Die Realfilm-Sequenzen entstanden auf der Insel Rügen. In Deutschland erschien der Film am 30. September 2010.

## Handlung
Im Traumland Somnia gibt es ganz große Aufregung, denn dem Sandmännchen wurde der Traumsand gestohlen. Hinter der Aktion steckt der Fiesling Habumar, denn er möchte allen Menschen schlechte Träume bringen. Das Schlafschaf Nepomuk wird vom Sandmännchen beauftragt den furchtlosen Käpt’n Scheerbart von der Erde zu holen und ins Traumland zu schicken. Aber Nepomuk bringt nicht den Käpt’n Scheerbart, sondern den kleinen Miko mit. Der Sandmann engagiert den sechsjährigen Miko als seinen Helfer, denn er ahnt, dass der das Zeug zum Helden hat. Die beiden ziehen los, um die Träume zu retten.

## Synchronisation
| Rolle           | Darsteller        | Synchronsprecher    |
| --------------- | ----------------- | ------------------- |
| Lina Scheerbart | Valeria Eisenbart |                     |
| Frau Scheerbart | Julia Richter     |                     |
| George          | Taswell Ruhland   |                     |
| David           | Max Schütte       |                     |
| Miko Scheerbart | Bruno Renne       | Bruno Renne         |
| Herr Scheerbart | Ilja Richter      |                     |
| Habumar         |                   | Ilja Richter        |
| Sandmann        |                   | Volker Lechtenbrink |
| Nepomuk         |                   | Marc Wehe           |
| Toni            |                   | Thomas Danneberg    |